# Potentilla rigoana
Potentilla rigoana es una especie de planta del género Potentilla, perteneciente a la familia Rosaceae.

## Taxonomía
Potentilla rigoana fue descrita por Franz Theodor Wolf en 1908.

## Distribución
Se encuentra en el territorio de Italia y en el noroeste de los Balcanes.